# Tegenaria bozhkovi
Espèce
Synonymes
- Malthonica bozhkovi Deltshev, 2008

Tegenaria bozhkovi est une espèce d'araignées aranéomorphes de la famille des Agelenidae.

## Distribution
Cette espèce se rencontre en Bulgarie et en Grèce. Elle se rencontre dans les monts Rhodopes et le parc national de la forêt de Dadia-Lefkimi-Soufli.

## Description
Le mâle mesure 6,9 mm et la femelle 6,37 mm.

## Publication originale
- Deltshev, 2008 : Two new spider species, Malthonica bozhkovi sp. nov. and Tegenaria paragamiani sp. nov. from Rhodopy Mountains (Bulgaria and Greece) (Araneae: Agelenidae). Zootaxa, no 1872,  p. 37-44.